# 流金歲月 (無綫電視劇)
《流金歲月》（英語：Golden Faith），為香港電視廣播有限公司拍攝製作的時裝商戰倫理電視劇，由羅嘉良、溫兆倫、宣萱、林峯、葉璇及向海嵐領銜主演，並由石修、黃淑儀、秦沛、駱應鈞、胡杏兒、楊怡、許紹雄及陳國邦聯合演出，監製梁家樹。
此劇遠赴澳洲珀斯拍攝外景，亦為無綫電視35週年台慶劇之一。男主角羅嘉良更憑此劇勇奪《萬千星輝賀台慶2002》「本年度我最喜愛的男主角」一獎，更打破當年的紀錄成為首位三度奪得此獎項的男藝人。

## 故事大綱
丁善本（羅嘉良飾）於澳洲公幹時邂逅了程天藍（宣萱飾）。回港後，本捲入了一宗打劫金鋪案中，而檢控官正是藍......

本在六歲時，父母因沉船去世，親弟不知所蹤，本大難不死後得丁榮邦（秦沛飾）所救並將其視為親生骨肉看待。長大後，邦將自己的事業交予本打理，不久，本因邦與犯罪集團勾結而被警方懷疑收取贓物。本意想不到親自拘捕自己的警察正是親弟鍾守康（溫兆倫飾）。本與藍的感情因這案頓時僵住，之後雖真相大白，但本的家庭背景始終妨礙兩人感情發展。本因邦而多次與康爭執。為避免影響康的前途，決定暫時不與康相認。另一方面，本得知康也鍾情於藍後，決忍痛退出。

未幾，邦病逝，本為報答邦的養育之恩，決定斬斷家族生意與黑幫的關係，過程中不得不採取不法手段來劃清界限，使得康及藍產生誤會。本面對重遇兄弟卻不能相認，鍾情心上人卻不能愛，更令自己傷心的事竟然是弟丁善行（林峯飾）懷疑本謀殺親父奪產，還受到二叔唆使逼迫本交回家族生意。為了養育之恩與手足之情，本決定把家族生意給予行打理，其後，本與康終相認，更得藍諒解。但最後因行受到叔叔的唆擺與黑道再次合作使家族生意岌岌可危，一切必須重返原點，使本不得不犧牲自己來改變局面......

## 演員表

### 丁家
| 演員   | 角色   | 關係／暱稱 |
| 秦 沛  | 丁榮邦 | 大榮 鼎豐集團老闆 申如寶之夫 丁榮通之兄 容紀雯之大伯 丁善行、丁善茵之父 丁善本之養父 於第14集因肝癌病逝                                         |
| 黃淑儀 | 申如寶 | Ebel 丁榮邦之繼室 丁榮通丶容紀雯之大嫂 丁善行、丁善茵之母 丁善本之養母 姚展豪之舊情人                                                           |
| 駱應鈞 | 丁榮通 | 細榮 丁榮邦之弟 容紀雯之夫 丁善行、丁善茵之二叔 丁善本之養二叔，與其不和 於第45集被判入獄十年                                                   |
| 馮曉文 | 容紀雯 | 丁榮通之妻 丁榮邦之弟婦 丁善行、丁善茵之二嬸 丁善本之養二嬸                                                                                     |
| 林 峯  | 丁善行 | Oscar 丁榮邦、丁申如寶之子 丁善本之養弟 丁善茵之兄 鍾翠兒之男友 於第8集出場 於第20集開車撞死老婆婆後不顧而去并求助於丁荣通 於第45集被判入獄五年 |
| 胡杏兒 | 丁善茵 | 輕度弱智人士 丁榮邦、丁申如寶之女 丁善本之養妹 丁善行之妹 司徒佳之女友                                                                          |
| 余慕蓮 | 容 姐  | 丁家傭人 |

### 鍾家
| 演員   | 角色   | 關係／暱稱 |
| 魏惠文 | 鍾懷遠 | 鍾懷谷之亡兄 錢楠之夫 丁善本、鍾守康之亡父 1978年8月14日於一次沉船意外中去世（第5集） |
| 梁珈詠 | 錢 楠  | 鍾懷遠之妻 鍾懷谷之嫂 丁善本、鍾守康之亡母 多年前於一次沉船意外中去世（第5集） |
| 劉 丹  | 鍾懷谷 | 雜誌社老闆 鍾懷遠之弟 余昆玉之夫 鍾翠兒之父 丁善本、鍾守康之二叔 於第16集與丁善本相認 |
| 陳曼娜 | 余昆玉 | 按摩師 鍾懷谷之妻 鍾翠兒之母 丁善本、鍾守康之二嬸 |
| 羅嘉良 | 丁善本 | Ivan、本少 原名鍾天恩（1970.8.6生) 鼎豐集團主席 鍾懷谷之姪，於第16集與其相認 鍾守康之兄，於第34集與其相認 丁榮邦、丁申如寶之養子 丁善行、丁善茵無血緣之兄 程天藍之男友，之後分手，最後復合 桂麗芙之前男友 熊百韜之情敵兼死敵 |
| 溫兆倫 | 鍾守康 | Richard、阿康 原名鍾天賜 警察 鍾懷谷之姪 丁善本之弟 鍾翠兒之堂兄 程小雨之暗戀對象 程天藍之男友，後分手 |
| 楊 怡  | 鍾翠兒 | KiKo 鍾懷谷之女 丁善本、鍾守康之堂妹 丁善行之女友，後懷孕 |

### 程家
| 演員   | 角色   | 關係／暱稱                                                    |
| 劉 江  | 程在山 | 作家 袁希雅之夫 程天藍、程小雨之父                            |
| 程可為 | 袁希雅 | 金運亨之舊情人 程在山之妻 程天藍、程小雨之母                  |
| 宣 萱  | 程天藍 | Rachel 律師 丁善本之女友 鍾守康女友，後分手                   |
| 葉 璇  | 程小雨 | Rain 警察 程天藍之妹 鍾守康之下屬 暗戀鍾守康 楊光亮之暗戀對象 |

### 姚家
| 演員   | 角色   | 關係／暱稱                                      |
| 羅樂林 | 姚展豪 | Howard 姚思麗之父 丁申如寶之旧情人 於第16集登場 |
| 廖碧兒 | 姚思麗 | Alice 挪威準王妃 姚展豪之女 於第16集登場        |

### 鼎豐集團
| 演員   | 角色   | 關係／暱稱                                                                                 |
| 秦 沛  | 丁榮邦 | 大榮 鼎豐集團老闆 申如寶之夫 丁榮通之兄 丁善行、丁善茵之父 丁善本之養父 於第14集因肝癌病逝 |
| 向海嵐 | 桂麗芙 | Sabrina 鼎豐珠寶設計師 熊百韜之情婦兼洩慾工具 丁善本前女友 第28集去法國進修                |
| 許紹雄 | 金運亨 | Henry 鼎豐員工 袁希雅之旧情人 丁善本之好友                                                 |
| 艾 威  | 招文積 | Jack 大律師 丁善本之好友兼左右手 于第23集成功為丁善本、桂麗芙脫罪                          |
| 劉綽琪 | 田嘉芮 | Moon 鼎豐員工 金運亨之侄孫 桂麗芙之好友 暗恋丁善行 鍾翠兒之情敵                            |
| 楊 怡  | 鍾翠兒 | KiKo 鼎豐行政助理 丁善行之女友 田嘉芮之情敵 參見鍾家                                       |
| 陳國邦 | 司徒佳 | 佳佳 鼎豐員工 輕度弱智人士 丁善茵之男友 於第16集登場                                       |
| 程可為 | 袁希雅 | 希雅 參見程家                                                                              |

### 警局
| 演員   | 角色   | 關係／暱稱                                                                                       |
| 戴志偉 | 賀景星 | 洪力生和鍾守康上司 調查后冠劫案 於第7集登場                                                      |
| 陳榮峻 | 洪力生 | 洪Sir 鍾守康之師兄兼上司 於第2集登場 於第17集因妻子欠債，被熊百韜找人收買而盗取后冠 於第18集被捕 |
| 溫兆倫 | 鍾守康 | Richard 警察 參見鍾家                                                                            |
| 葉 璇  | 程小雨 | Rain 鍾守康之下屬 原是軍裝警察，後變便衣警察 參見程家                                            |
| 吳家樂 | 楊光亮 | Sunny 警察 鍾守康之下屬 暗戀程小雨 於第2集登場                                                   |
| 吳卓羲 | 關少秋 | 警察 鍾守康之下屬 於第2集登場                                                                    |
| 溫裕紅 | 戴月華 | 鍾守康之下屬 於第2集登場                                                                         |

### 律政署
| 演員   | 角色   | 關係／暱稱                                           |
| 鍾志光 | 溫國強 | KK 程天藍、易從心、周學倫之上司                      |
| 宣 萱  | 程天藍 | Rachel 原是檢控官，於第24集辭職成為事務律師 參見程家 |
| 鄭子誠 | 周學倫 | Julian 檢控官 程天藍之前男友兼上司 同性戀者          |
| 劉錦玲 | 易從心 | Abby 檢控官 程天藍之好友                             |

### 其他演員
| 演員     | 角色                                            | 關係／暱稱 |
| 石 修    | 熊百韜                                          | Jonathan 名石珠寶老闆 丁善本之情敵兼死敵，癲佬一名 因被母親及初戀情人拋棄，所以心理變態兼痛恨女人 多次強姦桂麗芙 栢芳慧之夫兼死敵 殺栢芳慧之兇手       |
| 曹 眾    | 栢芳慧                                          | Yvonne 熊百韜之妻兼死敵 其臉部多次遭熊百韜毆打 與曾發展婚外情 於第17集被熊百韜發現偷情 於第18集暗中幫助桂麗芙，后被熊百韜以雕塑打死 於第21集遺體被找到 |
| 黎 宣    | 金運年                                          | 解籤員 金運亨之姊 田嘉芮之外婆 於第2集登場 |
| 郭 鋒    | 羅繼昌                                          | 雞昌 與丁榮邦、柴炳權合稱廣東三台炮 於第12集被彭继力槍殺                                                                                               |
| 梁健平   | 彭繼力                                          | 雞肋 羅繼昌下屬 被招文積收買，成為丁善本的內應 殺羅繼昌之兇手 幫丁榮通綁架丁善行 幫丁榮通、丁善行打劫鼎豐金舖 於第7集登場 於第45集被警察一槍斃命       |
| 阮德鏘   | 阿 力                                           | 海豚訓練員 於第8集登場 |
| 尹芳玲   | Auntie Mary                                     | 周學倫之姑媽 居於澳洲（第1、9－11、43－44集） |
| 何仲偉   |                                                 | 古惑仔（第1集） |
| 何仲偉   | 新聞報導員（第9集）                             | |
| 何仲偉   | 醫生（第20集）                                  | |
| 李海生   | 柴炳權                                          | 柴叔 黑道中人 丁榮邦的前合夥人 於第1集連環打劫數間鼎豐金行，後欲捲款潛逃不遂被鍾守康拘捕（第1、4集）                                                   |
| 羅浩楷   | 楊 昭                                           | 鼎豐金業店長（第1、4、16、19、23、35－37集） |
| 李啟傑   |                                                 | CID（第1、21集） |
| 何志祥   |                                                 | CID（第1、21集） |
| 杜 港    |                                                 | CID（第1集） |
| 劉志清   |                                                 | CID（第1集） |
| 陳念君   |                                                 | 法庭書記（第1－2集） |
| 方 傑    |                                                 | 法官（第1－2集） |
| 方 傑    | 客人（第24集）                                  | |
| 梁輝宗   |                                                 | 招文積之助手（第1－2、23－24、42、44－45集） |
| 羅天池   |                                                 | 記者（第2－3、17集） |
| 蕭徽勇   |                                                 | 記者（第2－3、17、24、32－33集） |
| 蕭徽勇   | 攝影師（第25集）                                | |
| 雷 恩    |                                                 | 記者（第2－3、17、32－33集） |
| 雷 恩    | 公關（第14集）                                  | |
|          | 情侶（第35集）                                  | |
| 卓 躒    |                                                 | 記者（第2、17、24集） |
| 黃天鐸   |                                                 | 司機（第2、5集） |
| 曾守明   | 朱 叔                                           | 豬肉佬 丁善本的證人之一（第2、10、36集） |
| 廖麗麗   | 蔡 婆                                           | 菜販 丁善本的證人之一（第2、10、36集） |
| 周凱珊   | 阿 冰                                           | 於第2集掌摑鍾守康（第2、4集） |
| 譚權輝   |                                                 | 侍應（第2－3、19、21集） |
| 黃子衡   |                                                 | 侍應（第2－3、19、21集） |
| 黃子衡   | 警衛（第37集）                                  | |
| 卓 兒    |                                                 | 法庭書記（第2、23－24、41－42、44集） |
| 卓 兒    | 模特兒（第3集）                                 | |
| 譚一清   |                                                 | 法官（第2、23－24集） |
| 招石文   |                                                 | 陪審團（第2－3集） |
| 吳亦謙   |                                                 | 司機（第3集） |
| 高俊文   | 許志添                                          | 熊百韜的手下 於第18集目睹熊百韜殺死栢芳慧 於第21集被警方轉為污點證人指證熊百韜（第3、5－6、17－19、21集）                                              |
| 鄺佐輝   | 徐主席                                          | （第3集） |
| 鍾建文   |                                                 | 主持（第3集） |
| 鄧英敏   |                                                 | 主持（第3集） |
| 伍慧珊   | 王詩敏                                          | 程天藍之朋友（第3、6、20集） |
| 林佩君   | 何家美                                          | 程天藍之朋友（第3、6、20集） |
| 簡慕華   | 梁心喬                                          | 鼎豐秘書（第3、5、17－19、23、29－31、34、39－40、43集）                                                                                               |
| 戴少民   | 陳森明                                          | （第3、10集） |
| 康子妮   |                                                 | 模特兒（第3集） |
| 江芷妮   |                                                 | 模特兒（第3集） |
| 黃佩珊   |                                                 | 模特兒（第3集） |
| 朱婉儀   |                                                 | 模特兒（第3集） |
| 王可惠   |                                                 | 模特兒（第3集） |
| 何綺雲   |                                                 | 模特兒（第3集） |
| 何綺雲   | 工作人員（第17集）                              | |
| 黃月明   |                                                 | 模特兒（第3集） |
| 黃月明   | 陪審團（第23－24集）                            | |
| 夏竹欣   | 陳莉芝                                          | 咖啡店老闆娘（第4－5、15、25、30、32、35、42、45集）                                                                                                   |
| 何偉業   | 李偉朋                                          | 咖啡店老闆（第4－5、15、25、30、32、35、42、45集） |
| 周景輝   | 羅永吉                                          | （第4、7集） |
| 蘇麗明   | 杜彩雲                                          | 鼎豐金業售貨員（第4、16、19、21、23、35－37集） |
| 羅泳嫻   | 白靜紅                                          | 鼎豐金業售貨員（第4、16、19、21、23、35－36集） |
| 林遠迎   | 蔡有清                                          | 鼎豐金業售貨員（第4、16、19、21、23、35－37集） |
| 陳瑞華   | 馮嘉玲                                          | 秘書 鍾懷谷之下屬（第5、16－17集） |
| 賀文傑   | 林耀東                                          | 大坑東 記者 鍾懷谷之下屬（第5、15、20、30集） |
| 黃文標   | 根 哥                                           | 船家（第5、16集） |
| 丁主惠   | 麥惠娟                                          | 鼎豐金業職員（第5、7、17、23－24、29集） |
| 徐 榮    | 夏子浩                                          | 鼎豐金業設計師（第5、15－17、21、23－25、27、29、35－37集）                                                                                            |
| 陳楚翹   | 凌海珊                                          | 鼎豐金業設計師（第5、15－17、21、23－25、27、29、35－37集）                                                                                            |
| 盧永匡   | 徐狄克                                          | 鼎豐金業設計師（第5、15－17、21、23－25、27、29、35－37集）                                                                                            |
| 陳安琪   | 洪曉彤                                          | 鼎豐金業設計師（第5、15－17、21、23、29、35－37集） |
| 虞天偉   | 莫師父                                          | 於第5集被熊百韜收買（第5集） |
| 湯俊明   |                                                 | 工場技工（第5、9、21集） |
| 邵卓堯   |                                                 | 律師（第5集） |
| 胡烱龍   | 桂明洪                                          | 植物人 桂麗芙之弟（第6集） |
| 潘冠霖   |                                                 | 護士（第6、44－45集） |
| 潘冠霖   | 記者（第24集）                                  | |
| 曾健明   |                                                 | 醫生（第6、44－45集） |
| 葉 暐    | 賤 波                                           | 強姦犯，曾多次強姦老婆婆（第7集） |
| 鄭世豪   | 啡 毛                                           | 海洋公園職員 追求鍾翠兒（第8集） |
| 鄭世豪   | 波友（第14、36集）                              | |
| 鄭世豪   | 姚展豪之保鏢（第16－17集）                      | |
| 鄭世豪   | 劫匪（第37集）                                  | |
| 郭德信   | 黃力發                                          | 發叔（第9－10、12－13集） |
| 楊家洛   | 廣                                              | 鼎豐財務洗黑錢合伙人（第9、13－14、26、29－31、34、40、43集）                                                                                          |
| 蘇恩磁   | 霞                                              | 鼎豐財務洗黑錢合伙人（第9、13－14、26、29－31、34、40、43集）                                                                                          |
| 關 菁    | 材                                              | 鼎豐財務洗黑錢合伙人（第9、13－14、26、29－31、34、40、43集）                                                                                          |
| 李鴻     | 泰                                              | 鼎豐財務洗黑錢合伙人（第9、13－14、26、29－31、34、40、43集）                                                                                          |
| 戴耀明   | 石 仔                                           | 發叔之父子 羅繼昌之手下（第9集） |
| 陳丹丹   |                                                 | 賓客（第9集） |
| 陳丹丹   | 公關（第14集）                                  | |
| 許文翹   |                                                 | 賓客（第9、17集） |
| 陳文靜   |                                                 | 賓客（第9集） |
| 陳文靜   | 新娘（第13集）                                  | |
| 陳文靜   | 公關（第14集）                                  | |
| 陳文靜   | 陪審團（第23－24集）                            | |
| 陳文靜   | 秘書（第27集）                                  | |
| 陳少邦   |                                                 | 羅繼昌之手下（第9－11集） |
| 陳少邦   | 彭繼力之手下 於第30集向容紀雯潑水（第30－31集） | |
| 岳 峰    |                                                 | 羅繼昌之手下（第9－12集） |
| 江 暉    |                                                 | 羅繼昌之手下（第9－12集） |
| 江 暉    | 彭繼力之手下 於第30集向容紀雯潑水（第30－31集） | |
| 黎銘諾   |                                                 | 驗屍官（第12、23、41集） |
| 黎銘諾   | 波友（第14、36集）                              | |
| 陳德文   |                                                 | 陪審團（第13集） |
| 陳德文   | 保安（第17集）                                  | |
| 陳德文   | 警衛（第37集）                                  | |
| 凌禮文   |                                                 | 醫生（第13－14集） |
| 黃嘉樂   |                                                 | 新郎（第13集） |
| 黃嘉樂   | 燈光師（第25集）                                | |
| 黃嘉樂   | 江律師之助手（第32－33集）                      | |
| 黃志榮   |                                                 | 老闆（第14集） |
| 關海峰   |                                                 | 波友（第14、36集） |
| 關海峰   | 劫匪（第37集）                                  | |
| 楊瑞麟   | 胡律師                                          | 負責管理丁榮邦的遺囑（第14、25、32－33集） |
| 張貝茜   |                                                 | 公關（第14集） |
| 張貝茜   | 賓客（第17集）                                  | |
| 杜大偉   |                                                 | 周學倫之男友（第15集） |
| 黎芷珊   |                                                 | 節目主持（第15、17、25集） |
| 甘子正   | 胡大慶                                          | 記者 鍾懷谷之下屬（第15－17集） |
| 宋芝齡   | 劉晶晶                                          | 記者 鍾懷谷之下屬（第15集） |
| 魯振順   | 曾                                              | Patrick 栢芳慧之情夫（第16－18集） |
| 楊浚廷   |                                                 | 姚展豪之保鏢（第16－17集） |
| 楊證樺   |                                                 | 名石珠寶設計師（第17集） |
| 王維德   | 卓Sir                                           | 王妃后冠展覽保安主任（第17集） |
| 嚴 俊    |                                                 | 賓客（第17集） |
| 霍健邦   |                                                 | 賓客（第17集） |
| 何慕琪   |                                                 | 賓客（第17集） |
| 李霖恩   |                                                 | 熊百韜之手下（第17集） |
| 嘉 駿    |                                                 | 熊百韜之手下（第17集） |
| 嘉 駿    | 客人（第21集）                                  | |
| 郭卓樺   |                                                 | 熊百韜之手下 恐嚇洪力生（第17集） |
| 郭卓樺   | 客人（第21集）                                  | |
| 郭卓樺   | 線人 向鍾守康道出鼎豐金舖被劫案的內情（第43集） | |
| 黃錦鴻   |                                                 | 鬼頭仔（第18集） |
| 唐 寧    |                                                 | 洪力生之妻（第18集） |
| 胡啟光   |                                                 | 記者（第19集） |
| 胡啟光   | 律師樓文員（第25、28、36集）                    | |
| 張智軒   |                                                 | 記者（第19集） |
| 曾玉娟   |                                                 | 塔羅師 楊光亮之姊（第20集） |
| 焦 雄    | 天 叔                                           | 鼎豐金業金庫管工（第21、23、27、31、35、37集） |
| 黃蘊妍   |                                                 | 熊百韜之秘書（第21集） |
| 歐陽國璋 | 關律師                                          | （第23－24集） |
| 魏惠文   |                                                 | 陪審團（第23－24集） |
| 彭冠中   |                                                 | 陪審團（第23－24集） |
| 林影紅   |                                                 | 陪審團（第23－24集） |
| 趙永洪   |                                                 | 陪審團（第23－24集） |
| 朱志平   |                                                 | 陪審團（第23集） |
| 王冠忠   |                                                 | 陪審團（第24集） |
| 林佳蓉   |                                                 | 法庭書記（第25集） |
| 林佳蓉   | 護士（第39集）                                  | |
| 黃宇詩   | Ruby                                            | 律師樓秘書（第25、28、31－33、36集） |
| 宋紫盈   | Chris                                           | 律師樓職員（第25、28、36集） |
| 陳凱怡   |                                                 | 律師樓文員（第25、28、36集） |
| 伍濼文   |                                                 | 鼎豐接待員（第26、40、43集） |
| 沈可欣   |                                                 | 婚紗舖職員（第28集） |
| 黃煒林   |                                                 | 心理醫生（第28集） |
| 孫季卿   |                                                 | 司徒佳之爺爺（第28集） |
| 鄭家生   | 陳細狗                                          | 彭繼力之手下 被丁榮通收買，向丁善行訛稱是丁善本指示他綁架，其後與丁榮通談判不成而被其誤殺（第31－32、40集）                                            |
| 游 飈    | 魚 皮                                           | 彭繼力之手下（第31－32、44集） |
| 王偉樑   | 江律師                                          | （第32－33集） |
| 魏嘉樂   |                                                 | 情侶（第35集） |
| 黎秀英   |                                                 | 師奶（第35集） |
| 劉桂芳   |                                                 | 師奶（第35集） |
| 張國威   |                                                 | 茶樓伙記（第36集） |
| 馬國明   |                                                 | 醫生（第36集） |
| 鄭玉京   |                                                 | 護士（第36集） |
| 李明麗   |                                                 | 新聞報導員（第37－38集） |
| 羅冠蘭   |                                                 | 高院法官（第41－42集） |

## 軼事
- 此劇為宣萱第14次被脅持[3]。事源在2012年，有網民發現，自1994年無綫電視劇集《餐餐有宋家》開始，每逢宣萱參演的古裝劇、時裝劇甚至電影角色全被安排做人質被綁架，因而被戲言「有宣萱的地方就有綁架發生」。但每次角色因「主角光環」而安然無恙，所以被網民堪稱「存活率最高的人質王」[4]。
- 此劇是羅嘉良和宣萱繼《天地男兒》、《難兄難弟》、《天地豪情》後第四度合作。
- 此劇中羅嘉良飾演溫兆倫的兄長，而在十年前的劇集《火玫瑰》中，羅嘉良則飾演溫兆倫的弟弟。
- 此劇是溫兆倫和宣萱繼《天降奇緣》、《900重案追兇》後再合作。

## 獎項及提名

### 萬千星輝賀台慶2002
| 年份 | 獎項                           | 編號 | 得獎者         | 結果             |
| ---- | ------------------------------ | ---- | -------------- | ---------------- |
| 2002 | 本年度我最喜愛的男主角         | 27   | 羅嘉良         | 獲獎             |
| 2002 | 本年度我最喜愛的男主角         | 28   | 溫兆倫         | 提名             |
| 2002 | 本年度我最喜愛的男主角         | 29   | 林 峯          | 提名             |
| 2002 | 本年度我最喜愛的女主角         | 23   | 宣 萱          | 提名（最後五強） |
| 2002 | 本年度我最喜愛的女主角         | 24   | 向海嵐         | 提名             |
| 2002 | 本年度我最喜愛的飛躍進步男藝員 | 13   | 林 峯          | 提名             |
| 2002 | 本年度我最喜愛的飛躍進步女藝員 | 12   | 胡杏兒         | 獲獎             |
| 2002 | 本年度我最喜愛的飛躍進步女藝員 | 13   | 楊 怡          | 提名             |
| 2002 | 本年度我最喜愛的拍檔（戲劇組） | 23   | 羅嘉良、宣 萱  | 提名             |
| 2002 | 本年度我最喜愛的拍檔（戲劇組） | 24   | 羅嘉良、向海嵐 | 提名             |
| 2002 | 本年度我最喜愛的拍檔（戲劇組） | 25   | 溫兆倫、宣 萱  | 提名             |
| 2002 | 本年度我最喜愛的電視角色       | 02   | 宣 萱          | 獲獎             |
| 2002 | 本年度我最喜愛的電視角色       | 04   | 羅嘉良         | 獲獎             |

### 2003年壹電視大獎
- 十大電視節目 - 第2位: 流金歲月
- 十大電視藝人 - 第1位：宣　萱
- 十大電視藝人 - 第2位：羅嘉良
- 其他獎項 - 隱適美 最具個人風格笑容大獎：胡杏兒

## 外部連結
- 無線電視官方網頁 - 流金歲月
- 無線電視官方網頁(TVBI) - 流金歲月 （页面存档备份，存于）
- 《流金歲月》 GOTV 第1集重溫

## 電視節目的變遷
| 香港無綫電視翡翠台第三線劇集 星期一至五 22:30-23:30 | 香港無綫電視翡翠台第三線劇集 星期一至五 22:30-23:30 | 香港無綫電視翡翠台第三線劇集 星期一至五 22:30-23:30 |
| --------------------------------------------------- | --------------------------------------------------- | --------------------------------------------------- |
|                                                     | 流金歲月 （2002.09.16 - 2002.11.15）                |                                                     |
| 烈火雄心II （2002.08.05 - 2002.09.13）              | 談判專家 （2002.11.18 - 2002.12.30）                |                                                     |

| 香港無綫電視翡翠台凌晨劇集時段 星期二至六 00:15-01:15 | 香港無綫電視翡翠台凌晨劇集時段 星期二至六 00:15-01:15 | 香港無綫電視翡翠台凌晨劇集時段 星期二至六 00:15-01:15 |
| ----------------------------------------------------- | ----------------------------------------------------- | ----------------------------------------------------- |
|                                                       | 流金歲月 （2006.09.30 - 2006.12.01）                  |                                                       |
| 棟篤神探 （2006.08.26 - 2006.09.29）                  | 齊天大聖孫悟空 （2006.12.02 - 2007.01.23）            |                                                       |

| 香港無綫電視翡翠台午夜劇集時段 星期一 00:00-1:00、23:55-翌日00:55 · 星期二至五 23:55 - 翌日00:55 · 星期日 00:35 - 01:35 · | 香港無綫電視翡翠台午夜劇集時段 星期一 00:00-1:00、23:55-翌日00:55 · 星期二至五 23:55 - 翌日00:55 · 星期日 00:35 - 01:35 · | 香港無綫電視翡翠台午夜劇集時段 星期一 00:00-1:00、23:55-翌日00:55 · 星期二至五 23:55 - 翌日00:55 · 星期日 00:35 - 01:35 · |
| --- | --- | --- |
| | 流金歲月 （2021.10.19 - 2021.12.02）                                                                                      | |
| 護花危情 （2021.09.28 - 2021.10.18）                                                                                      | 怒火街頭 （2021.12.03 - 2021.12.23）                                                                                      | |

| 香港、 马来西亚 千禧经典台 星期一至五 07:00-09:00（香港时间） · 07:04-09:04（马来西亚时间）（两集连播） · 6月15日仅播一集 | 香港、 马来西亚 千禧经典台 星期一至五 07:00-09:00（香港时间） · 07:04-09:04（马来西亚时间）（两集连播） · 6月15日仅播一集 | 香港、 马来西亚 千禧经典台 星期一至五 07:00-09:00（香港时间） · 07:04-09:04（马来西亚时间）（两集连播） · 6月15日仅播一集 |
| --- | --- | --- |
| | 前世今生：流金歲月 （2023年6月15日 - 2023年7月17日）                                                                      | |
| 鳳凰四重奏 （2023年5月25日 - 2023年6月15日）                                                                              | 團圓 （2023年7月18日 - 2023年8月7日）                                                                                     | |